# Свинертонова веверица
Свинертонова веверица (лат. Paraxerus vexillarius) је сисар из реда глодара и породице веверица (Sciuridae). 

## Распрострањење
Танзанија је једино познато природно станиште врсте.

## Станиште
Свинертонова веверица има станиште на копну.

## Угроженост
Ова врста је на нижем степену опасности од изумирања, и сматра се скоро угроженим таксоном.

## Популациони тренд
Популациони тренд је за ову врсту непознат.